# Liste der Naturdenkmale in Heiligenmoschel
Die Liste der Naturdenkmale in Heiligenmoschel nennt die im Gemeindegebiet von Heiligenmoschel ausgewiesenen Naturdenkmale (Stand 2. April 2013).

## Naturdenkmale
| Nr.         | Bezeichnung    | Lage                                  | Beschreibung                                   | Bild                                    |
| ----------- | -------------- | ------------------------------------- | ---------------------------------------------- | --------------------------------------- |
| ND-7335-211 | Das Weiherchen | südlich des Ortes beim Horterhof Lage | Feuchtgebiet mit Röhricht- und Verlandungszone | Direkt Bild zu diesem Denkmal hochladen |